# Досије икс (филм)
Досије икс (енгл. The X-Files) је амерички научнофантастични трилер из 1998. године који је режирао Роб Боумен, а сценарио је писао Крис Картер, творац серије Досије икс. Пет главних ликова из серије се појављују и у филму: Фокс Молдер (Дејвид Дуковни), Дејна Скали (Џилијан Андерсон), Волтер Скинер (Мич Пилеџи), Пушач (Вилијам Б. Дејвис) и Добро неговани човек (Џон Невил).
Радња филма одвија се између пете (епизода „Kрај”) и шесте сезоне (епизода „Почетак”) телевизијске серије, а заснован је на ванземаљској митологији серије. Прича прати агенте Молдера и Скали, који су уклоњени са својих уобичајених послова на Досијеима икс, и који истражују бомбашки напад на зграду и уништавање криминалних доказа. Они откривају оно што изгледа као владина завера која покушава да сакрије истину о ванземаљској колонизацији Земље.
Kартер је одлучио да сними филм како би истражио митологију серије у ширем обиму, као и да би привукао гледаоце који нису обожаваоци серије. Написао је причу са Френком Спотницом крајем 1996. и, са буџетом који му је одобрио студио, снимање је почело 1997. године, након завршетка четврте сезоне серије. Kартер је окупио глумце и екипу из серије, као и неке друге, добро познате глумце као што су Блајт Данер и Мартин Ландау, да би започели продукцију онога што су назвали „Пројекат Блеквуд”. Филм су продуцирали Картер и Данијел Сакхајм. Марк Сноу се вратио као композитор да би направио музику за филм.
Филм је премијерно приказан у Сједињеним Америчким Државама 19. јуна 1998. године и добио је помешане критике од стране критичара, али је био финансијски успешан са зарадом од преко 189 милиона долара. Наставак, Досије икс: Желим да верујем, премијерно је приказан 2008. године.

## Радња
Радња филма почиње 35.000 година п. н. е. током леденог доба, у ономе што ће касније постати северни Тексас. Два пећинска човека наилазе на велики ванземаљски облик живота у пећини, који убија једног, а другог инфицира супстанцом налик црном уљу. Године 1998, у истом крају, дечак упада у рупу и такође је заражен црном материјом која цури из земље. Ватрогасци који уђу у рупу да га спасу не излазе. Тим људи у заштитним оделима стиже и извлачи тела дечака и ватрогасаца. У међувремену, специјални агенти ФБИ-ја, Фокс Молдер и Дејна Скали, током истраживања претње бомбом против федералне зграде у Даласу, откривају бомбу у згради прекопута. Док зграда бива евакуисана, специјални агент Даријус Мичо остаје, наводно да деактивира бомбу. Међутим, он једноставно чека да бомба експлодира.
Молдер и Скали су касније кажњени јер су, поред Мичоа, још четири особе биле у згради током експлозије. Те вечери Молдеру прилази параноични доктор, Алвин Kурцвејл, који објашњава да су „жртве” већ биле мртве и да је бомбашки напад инсцениран да би се прикрио начин на који су умрли. У болничкој мртвачници, Скали успева да прегледа једну од жртава, проналазећи доказе о ванземаљском вирусу. У међувремену, Пушач одлази у Тексас, где му др Бен Броншвејг показује једног од изгубљених ватрогасаца, који има ванземаљски организам у свом телу. Он наређује Броншвејгу да му да вакцину, али да спали тело ако не успе. Kасније, ванземаљски организам се неочекивано излегне и убије Броншвејга. Молдер и Скали путују на место злочина у Тексасу, где откривају да је то место на брзину претворено у ново игралиште и наилазе на дечаке чији је пријатељ упао у рупу. Пратећи њихов правац, њих двоје прате воз са неколико белих цистерни са бензином до великог кукурузног поља које окружује две светлеће куполе. Унутар купола отварају се решетке у поду и одатле излећу ројеви пчела. Агенти беже, гоњени црним хеликоптерима, али успевају да побегну.
По повратку у Вашингтон, Скали присуствује саслушању о истрази, након чега је премештена. Молдер је ужаснут због губитка партнера. Њих двоје се спремају да се пољубе када Скали убоде пчела која јој се заглавила испод крагне кошуље; она брзо пада у несвест док Молдер позива хитну помоћ, али возач хитне помоћи пуца у Мулдера и одвози Скали. Молдер, који није тешко повређен, бежи из болнице уз помоћ Усамљених револвераша и помоћника директора ФБИ-ја, Волтера Скинера. Затим се сусреће са бившим противником, Добро негованим човеком, који му даје Скалину локацију, заједно са вакцином против вируса који ју је заразио. Док Молдер одлази, Добро неговани човек се убија у експлозији аутомобила, након чега је откривена његова издаја Синдиката.
Молдер проналази Скали под земљом на Антарктику, у великом објекту у којем се налази много људи у ограђеним просторима налик леду. Он ослобађа Скали и користи вакцину да је оживи, али то поремети објекат и учаурени ванземаљци почињу да беже. Одмах након што су агенти побегли на површину, огроман ванземаљски брод излази испод леда и путује у небо. Молдер га посматра како нестаје у даљини док се Скали враћа свести. Нешто касније, Скали присуствује саслушању, где се њено сведочење занемарује, а докази заташкавају. Она им предаје једини преостали доказ, пчелу која ју је убола, уз напомену да ФБИ тренутно није у стању да истражи ове доказе. Напољу, Молдер чита чланак који заташкава куполе и поље кукуруза у Тексасу; Скали обавештава Молдера да је вољна да настави да ради са њим.
На другом пољу кукуруза у Тунису, Пушач упозорава Kонрада Страголда да Молдер и даље представља претњу, док објашњава шта је Молдер сазнао о вирусу. Затим му предаје телеграм који открива да су Досијеи икс поново отворени.

## Улоге
| Глумац            | Улога                                |
| ----------------- | ------------------------------------ |
| Дејвид Дуковни    | Специјални агент Фокс Молдер         |
| Џилијан Андерсон  | Специјални агент Дејна Скали         |
| Мартин Ландау     | Арвин Курцвејл                       |
| Блајт Данер       | Џејна Кесиди                         |
| Армин Милер-Штал  | Конрад Страголд                      |
| Мич Пилеџи        | Помоћник директора Волтер Скинер     |
| Вилијам Б. Дејвис | Пушач                                |
| Џон Невил         | Добро неговани човек                 |
| Дин Хегланд       | Ричард „Ринго” Лендли                |
| Брус Харвуд       | Џон Фицџералд Бајерс                 |
| Том Брејдвуд      | Мелвин Фрохик                        |
| Џефри Деман       | Бен Броншвејг                        |
| Џејсон Бег        | Агент ФБИ-ја из Одељења за бомбе     |
| Мајкл Шејмус Вајт | Црнокоси                             |
| Тери О’Квин       | Главни специјални агент Даријус Мичо |
| Лукас Блек        | Стиви                                |
| Гери Грабс        | Ватрогасни капетан Кулс              |